# Collado de la Vera
Collado de la Vera (hasta 2012 llamado solamente Collado) es un municipio español, en la provincia de Cáceres, comunidad autónoma de Extremadura. Su nombre proviene de que se encuentra en un collado. Se encuentra ubicado en el centro de la mancomunidad de La Vera, a tres kilómetros de Jaraíz de la Vera.
El municipio, formado por las localidades de Collado y Vega de Mesillas, es conocido por tener en su iglesia un privilegio de jubileo cada año, mientras que Santiago de Compostela lo tiene sólo los años en que el 25 de julio es domingo, Roma cada 50 años y Jerusalén cada 100.

## Símbolos
El escudo heráldico de Collado fue aprobado mediante la "Orden de 11 de abril de 1995, por la que se aprueba el Escudo Heráldico, para el Ayuntamiento de Valle de la Vera", publicada en el Diario Oficial de Extremadura el 20 de abril de 1995 y aprobada por el Consejero de Presidencia y Trabajo Joaquín Cuello, luego de aprobar el expediente el pleno municipal el 2 de junio de 1994 y el 17 de enero de 1995 y emitir informes el Consejo Asesor de Honores y Distinciones de la Junta de Extremadura el 8 de noviembre de 1994 y el 7 de marzo de 1995. El escudo se define oficialmente así:

Escudo de plata, San Cristóbal de gules sobre ondas azur de plata, calzado de sinople con sendos olivos de plata. Al timbre Corona Real cerrada.

## Geografía
El término municipal de Collado de la Vera tiene una extensión de 44,94 km², y limita con:
| Noroeste: Jaraíz de la Vera | Norte: Cuacos de Yuste | Nordeste: Cuacos de Yuste |
| Oeste: Jaraíz de la Vera    |                        | Este: Talayuela           |
| Suroeste: Jaraíz de la Vera | Sur: Casatejada        | Sureste: Talayuela        |

## Historia
Collado fue una aldea perteneciente al Sexmo de Plasencia hasta el siglo XIX. El acontecimiento más importante de su época como lugar pedáneo ocurrió aproximadamente en el siglo XVI, cuando se le concedió el privilegio de tener un jubileo con indulgencia plenaria el Miércoles Santo de cada año. Aunque se desconoce con exactitud quién, por qué y cuándo concedió el privilegio, éste se sigue celebrando aún.
A la caída del Antiguo Régimen la localidad se constituye en municipio constitucional en la región de Extremadura y desde 1834 quedó integrado en partido judicial de Jarandilla que en el censo de 1842 contaba con 30 hogares y 164 vecinos.

## Demografía
Collado cuenta con una población de 276 habitantes (INE 2024).
| Gráfica de evolución demográfica de Collado entre 1842 y 2021                                                       |
| |
| Población de derecho según los censos de población del INE Población de hecho según los censos de población del INE |

## Administración y política

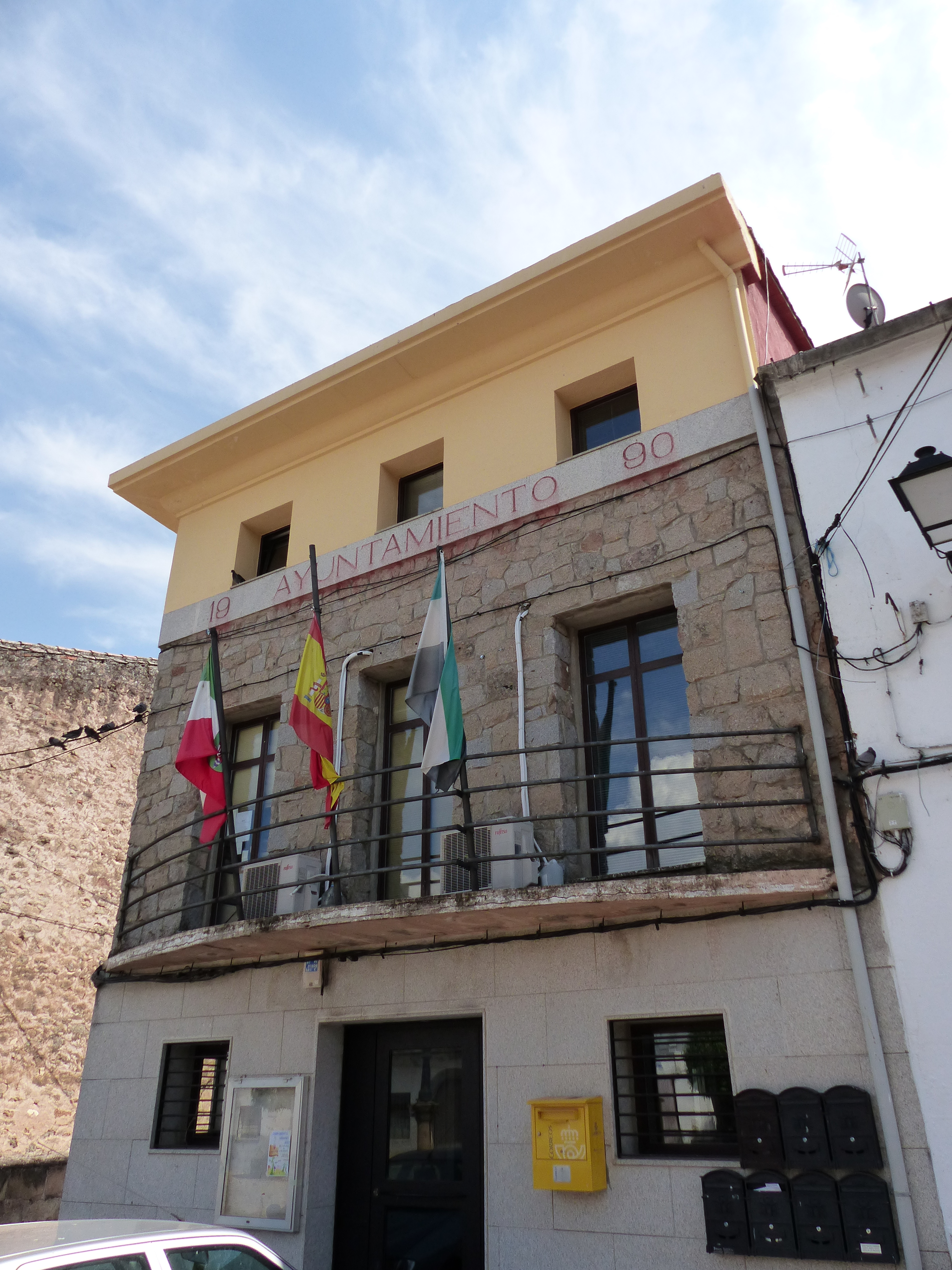
Ayuntamiento de Collado de la Vera

| Partidos políticos en el Ayuntamiento de Collado de la Vera (2019-2023) |            |
| Partido político                                                        | Concejales |
| Partido Socialista Obrero Español (PSOE)                                | 4          |
| Partido Popular (PP)                                                    | 1          |

## Patrimonio

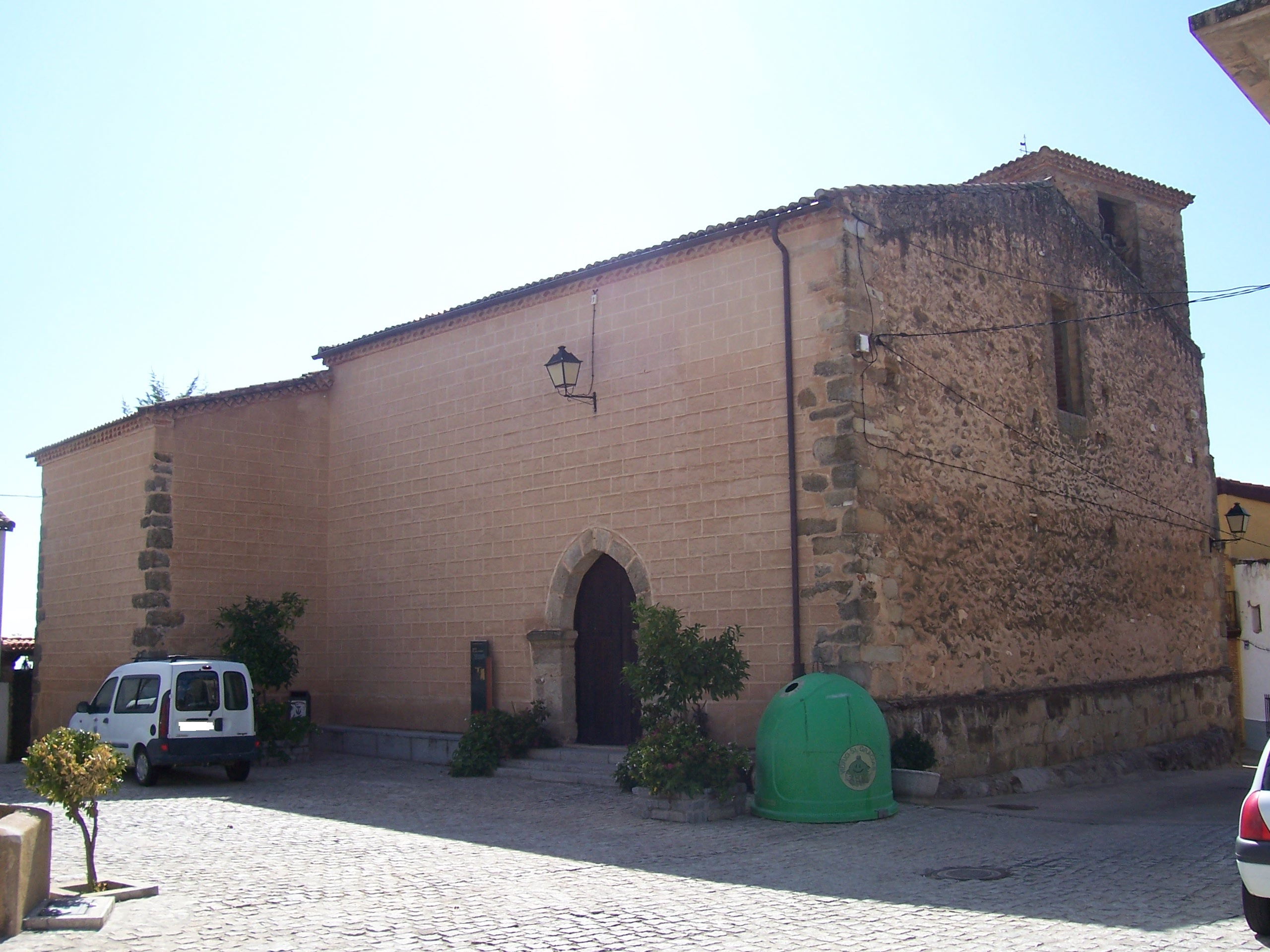
Iglesia de Collado de la Vera

- Iglesia de San Cristóbal
- Paraje natural de Las Tablas
- Paraje natural de Las Pilas

## Cultura

### Festividades
En Collado se celebran las siguientes fiestas:
- Romería de San Blas, el 3 de febrero;
- Ruta del Emperador Carlos V, Fiesta de Interés Turístico Regional de Extremadura, en febrero;
- Jubileo, el Miércoles Santo;
- Romería del Lunes de Pascua;
- San Cristóbal, el primer domingo de agosto;
- Virgen del Rosario, primer domingo de octubre.

### Gastronomía
Entre los platos típicos de Collado de la Vera destacan las sopas de tomate y patata y las migas extremeñas. Las principales carnes son la caldereta de cordero, el cuchifrito, el magro de cerdo en salsa y el cabrito al horno. Los principales embutidos de la zona son los tasajos y la morcilla de calabaza, aunque también hay otros embutidos ibéricos, así como la torta del Casar y los rollitos de queso de cabra. Otros productos son los espárragos, setas como los boletos y la amanita cesárea y frutas de temporada como frambuesas, castañas, higos y cerezas.